# Egeraracsa
Egeraracsa község Zala vármegyében, a Keszthelyi járásban, a Zalai-dombságban, a Zalaapáti-hát területén.

## Fekvése
Egeraracsa a Zalai-dombság délkeleti felén terül el, egy festői szépségű völgykatlanban; a települést a Kis-Balatonba tartó Bárándi-patak választja ketté.
Központján az Esztergályhorváti és Pacsa közti (a 7522-es utat és a 75-ös főutat összekötő) 7526-os út halad végig, közúton ebből a két irányból érhető el.
Autóbuszok indulnak Zalaegerszegre, Keszthelyre és Zalakarosra. Nagykanizsára pedig a Báránd-pusztai elágazóban, valamint Pacsán van lehetőségünk autóbuszra szállni.

## Története
A település Eger neve feltehetőleg az éger névből eredeztethető, mely a környező erdők leggyakoribb fafajtája, az Aracsa pedig a 13. századtól itt birtokos Aracsa nemzetség nevéből származik. Aracsa a legősibb Zala vármegyei települések egyike. Már 1019-ben a zalaapáti apátság számára tizedfizető hely volt. Első templomát 1237-ben építették. A török időkben többször feldúlták, porig rombolták. A 18. században eredményes népességtelepítés folyt, főleg katolikus magyarok szereztek itt földet. Eger és Aracsa külön fejlődött, a két településrészt 1880-ban egyesítették. A település közigazgatási területén ismert régészeti lelőhely nem található.

## Közélete

### Polgármesterei
- 1990–1994: Oszterman Sándor (független)[4]
- 1994–1998: Oszterman Sándor (független)[5]
- 1998–2002: Oszterman Sándor (független)[6]
- 2002–2006: Tóth István (független)[7]
- 2006–2010: Tóth István (független)[8]
- 2010–2014: Tóth István (független)[9]
- 2014–2019: Dancs László (Fidesz-KDNP)[10]
- 2019–2024: Dancs László (Fidesz-KDNP)[11]
- 2024– : Tóth István (független)[1]

## Népesség
A település népességének változása:
| Lakosok száma | 310  | 305  | 307  | 297  | 318  | 305  | 322  |
|               | 2013 | 2014 | 2015 | 2021 | 2022 | 2023 | 2024 |

A 2011-es népszámlálás idején a nemzetiségi megoszlás a következő volt: magyar 94%, cigány 3,6%, német 1,65%. A lakosok 78,86%-a római katolikusnak, 2,3% reformátusnak, 3,7% felekezeten kívülinek vallotta magát (14,1% nem nyilatkozott).
2022-ben a lakosság 90,6%-a vallotta magát magyarnak, 2,5% cigánynak, 0,9% németnek, 1,9% egyéb, nem hazai nemzetiségűnek (7,9% nem nyilatkozott; a kettős identitások miatt a végösszeg nagyobb lehet 100%-nál). Vallásuk szerint 36,8% volt egyéb katolikus, 25,8% római katolikus, 1,6% evangélikus, 0,6% református, 0,3% görög katolikus, 2,2% egyéb keresztény, 6% felekezeten kívüli (26,7% nem válaszolt).

## Látnivalók, nevezetességek, jelenkor
A dombos, völgyes vidéket a turisták egyre jobban kedvelik. A szép táj, erdős környezet kiváló vadászati lehetőséget teremt. További turisztikai vonzerő a település határában, a Bárándi-patak mentén kialakított két víztározó. A közeli Kis-Balaton és a Zala folyó horgászási lehetőséget biztosít. A környék híres bortermelő vidék: a pogány-vári szőlőhegy részeként Új-hegy, János-hegy, Mária-hegy és Tök-hegy területén szőlőtermesztés folyik. Egeraracsa egyik szőlőhegyén éjjel világító fénykeresztet avattak 2018-ban Szent Orbán, a hegyek védőszentje tiszteletére, ami távolról, így például a 7526-os útról is nagyon látványos éjjel. Vonzó a szép táj, a gazdag növény- és állatvilág, valamint tavasszal a falu határában pompázó hóvirágos erdők.
A faluban látnivaló az imaház, a rendezett temető, a millenniumi emlékpark, valamint a fából készült harangtorony mellett elhelyezett három emlékmű: az egyik az első világháborúra és Trianonra emlékezik, a másik az 1956-os forradalomra, a harmadik pedig a gulágra hurcolt helyiekről.
Az önkormányzat művelődési házat és könyvtárat tart fenn, valamint E-pont és polgárőrség is működik a településen.

## Híres szülöttei
- Dalányi József

Lakner József néven született az akkor Zala vármegyéhez tartozó Egeraracsa községben, 1910-ben; kántortanítóként szerzett nevet magának. Csurgón és Kőszegen tanult, majd Pacsán, a Sopron vármegyei Egyházasfalun, Lövőn és Ajkán tanított. Egyházasfalun és Lövőn zenekart és énekkart is szervezett, illetve vezette azokat. Az ajkai egyházközség kántoraként 1935-ben megalakította és vezette a római katolikus ének- és zeneegyletet, illetve újjászervezte az ajkai üveggyári férfikart is, amellyel egy versenyen I. díjat nyert. 1937-ben egy szűk fél éven át (március 28. és szeptember 19. között] a devecseri Somlóvidék hetilap szerkesztője is volt, ez utóbbi minőségében használta szerzői névként a Dalányi nevet.